# City of Botany Bay
City of Botany Bay is een Local Government Area (LGA) in Australië in de staat New South Wales in de agglomeratie van Sydney. City of Botany Bay telt 37.813 inwoners. De hoofdplaats is Mascot.